# Сан Пјетро (Рим)
Сан Пјетро је насеље у Италији у округу Рим, региону Лацио.
Према процени из 2011. у насељу је живело 87 становника. Насеље се налази на надморској висини од 183 м.